# Beware of Darkness (George Harrison)
Beware of Darkness è un brano musicale di George Harrison; apre il secondo disco del triplo LP All Things Must Pass (1970).

## Il brano

### Testo e musica
Il brano è una ballata che presenta immagini forti, ricordando i testi di altre canzoni di George Harrison ai tempi dei Beatles, come Within You Without You. Infatti, nelle liriche si riflette circa la filosofia del Radha Krishna Temple: l'immaterialità deve sempre essere superiore alla materialità, e quindi alle corruzioni. Nel testo, l'ascoltatore viene messo in guardia circa il pericolo delle varie influenze e tentazioni che possono corrompere un individuo. Tra le potenziali influenze negative sono citati i ciarlatani truffatori («soft shoe shufflers»), i politici («greedy leaders») e gli idoli pop di poca sostanza («falling swingers»). In aggiunta, il testo mette in guardia verso i pensieri negativi («thoughts that linger»), in quanto essi possono portare al concetto del "Māyā" (la natura illusoria dell'esistenza), che distrae le persone dalla corretta via. Il middle eight afferma che il messaggio della traccia può danneggiare l'ascoltatore, il quale "non è venuto per questo". Alcuni commentatori hanno avanzato l'ipotesi che Beware of Darkness possa essere un velato attacco contro Allen Klein, allora manager di George, di John Lennon e di Ringo Starr, e, sino a pochissimo tempo prima, dei Beatles; un attacco contro l'ultimo amministratore dei Fab Four si trova anche nella canzone Steel and Glass di Lennon, apparsa sull'album Walls and Bridges (1974).
La melodia, descritta da Simon Leng come "complessa e fortemente originale", presenta svariati cambi di chiave, che, secondo Wilfried Mellers si accordano perfettamente con il testo.

### Registrazione
Un demo della canzone venne registrato da George Harrison, assieme a molte altre versioni acustiche di altri brani, e venne dato a Phil Spector per fargli sentire i pezzi composti per il futuro album: infatti, si può sentire il chitarrista dire qualcosa su ogni nastro, come il titolo o un suo commento sulla qualità di esso.
Il brano venne registrato nel corso delle sessioni per All Things Must Pass, iniziate a maggio 1970 e finite ad ottobre dello stesso anno. Per il triplo LP, venne allestita una band, i Derek and the Dominos, in fretta e in furia, dopo una breve discussione fra George Harrison, Bobby Whitlock ed Eric Clapton, alla quale si aggiunse Carl Radle, Jim Gordon e Jim Keltner. Whitlock suonò il pianoforte su Beware of Darkness, ma in origine doveva suonare l'organo; l'incisione aveva però bisogno di un pianista, e si lanciò nell'idea: infatti, era la prima volta che suonava il piano. Prodotta da Harrison e Spector, i fonici che si occuparono della traccia furono Ken Scott e Phil McDonald. Il produttore statunitense scrisse a George una lettera il 17 agosto, dopo aver sentito i primi mixaggi di All Things Must Pass; circa questa canzone, disse che una chitarra elettrica copriva troppo le chitarre ritmiche, e che, a suo parere, poteva agire in due modi: o registrava nuove parti del secondo strumento, o cambiava magnetofono per un differente mix. Egli concluse affermando che ogni singolo nastro utilizzato era importante per il risultato finale.

### Pubblicazione ed accoglienza
Beware of Darkness venne originariamente pubblicata sul triplo album All Things Must Pass, pubblicato a fine novembre 1970, che raccolse un ottimo responso critico e commerciale. Poco tempo dopo, il brano venne eseguito dal vivo nel Concert for Bangla Desh, pubblicato sull'omonimo album (1971); questa versione è caratterizzata dalla voce di George Harrison nei primi due versi, e, nel terzo, quella di Leon Russell, il quale, nel live album, contribuisce anche con il medley Jumpin' Jack Flash/Young Blood. Nella ristampa di All Things Must Pass del 2001 appare la versione acustica di Beware of Darkness; di questa versione alternativa, George si era scordato l'esistenza, prima di ascoltarla sul bootleg Beware of ABKO. A differenza del demo di Let It Down, non ci fu nessuna sovraincisione per la pubblicazione ufficiale. Tra le bonus tracks, appare anche il remake dell'hit single My Sweet Lord, intitolata My Sweet Lord (2000).
Il critico musicale Richie Unterberger di AllMusic ha annoverato questo brano come uno dei migliori di All Things Must Pass, assieme a I'd Have You Anytime, My Sweet Lord, What Is Life, la sua title track ed Isn't It a Pity; anche Ben Gerson del Rolling Stone Magazine, arrivando a definirla la migliore canzone del triplo album. Beware of Darkness è stata inoltre citata come esempio della crescita della capacità di scrivere canzoni di Harrison dagli scrittori Chip Madiger e Mark Easter.

## Formazione

### All Things Must Pass(1970)
Accreditata a George Harrison.
- George Harrison: voce, cori, chitarra
- Eric Clapton: chitarra
- Dave Mason: chitarra
- Carl Radle: basso elettrico
- Bobby Whitlock: pianoforte
- Gary Wright: organo
- Ringo Starr: batteria
- Musicista non accreditato: xilofono[9]

### The Concert for Bangla Desh(1971)
Accreditata alla Bangla Desh Band. Probabile line-up:
- George Harrison: voce, chitarra elettrica
- Leon Russell: voce, pianoforte
- Eric Clapton: chitarra elettrica
- Jesse Ed Davis: chitarra elettrica
- Pete Ham: chitarra acustica
- Tom Evans: chitarra acustica
- Joey Molland: chitarra acustica
- Billy Preston: organo
- Ringo Starr: batteria
- Jim Keltner: batteria
- Jim Horn, Chuck Findley, Ollie Mitchell: ottoni
- Alan Beutler, Marlin Greene, Jeanie Greene, Jo Green, Dolores Hall, Jackie Kelso, Claudia Lennear, Lou McCreary, Don Nix, Don Preston: cori[13]

### All Things Must Pass(2001)
- George Harrison - voce, chitarra acustica

## Cover
Leon Russell incluse una cover di Beware of Darkness sul suo album Leon Russell and the Shelter People (1971); per questo, nel Concert for Bangla Desh, ci fu la "spartizione" delle strofe tra lui ed Harrison. Molto importante da citare è l'esecuzione live di Eric Clapton al Concert for George del 2002, pubblicato su CD l'anno seguente.
Altre reinterpretazioni registrate sono quella di Marianne Faithfull (1984), dei Concrete Blonde (1987), degli Spock's Beard, in chiave progressive rock (1996), di Joe Cocker (2007), di Sheryl Crow (2020) e di Matthew Sweet & Susanna Hoffs (2009); in quest'ultima suona anche Dhani Harrison, il figlio di George.